# Emilio Duhart
Emilio Duhart Harosteguy (Temuco, 1917-Ustaritz, 1 de enero de 2006) fue un arquitecto chileno, representante de la arquitectura moderna, y considerado en su país como uno de los arquitectos y urbanistas más relevantes de mediados del siglo XX.
La obra de Duhart estuvo profundamente influenciada por las teorías de Le Corbusier y Walter Gropius, con quienes colaboró en varios proyectos.

## Biografía

### Infancia y juventud
Emilio Duhart provino de una de las primeras familias de inmigrantes francesas de la provincia de Labort, perteneciente al País Vasco francés, que llegaron al sur de Chile. Tanto su infancia, como su educación primaria y secundaria las vivió en Francia.
Desde joven comenzó una relación con Raquel Echeverría, quien se convertiría en su esposa y con quien tendría cuatro hijos y varios nietos.

### Inicio de carrera profesional
En 1935 ingresó a estudiar Arquitectura en la Universidad Católica de Chile, en Santiago, licenciándose en 1941, año en que trabajó en proyectos de viviendas rurales para la ciudad de Chillán, afectada por el terremoto de 1939.
En 1942 se fue a estudiar a Estados Unidos, obteniendo al año siguiente un Máster en Arquitectura en la Universidad de Harvard, donde tuvo como profesores al arquitecto y urbanista Walter Gropius y a John M. Gauss, siendo alumno asistente del primero y de Konrad Waschmann en el General Pannel Corporation Prefabricated Housing. Además trabajó en el Programa de Guerra de San Francisco, en California. Es en Harvard donde Emilio Duhart conoció el movimiento de la arquitectura moderna, que marcaría su trabajo futuro.

### Trabajo en Chile
Regresó a Chile a mediados de la década de 1940, asociándose con el arquitecto Sergio Larraín García-Moreno, fundador del Museo Chileno de Arte Precolombino, con quien desarrolló diversos proyectos de vivienda, edificios públicos e industriales, así como de planificación urbanística.
Paralelamente a su trabajo como arquitecto, también realizó trabajos gremiales y académicos. En 1946 fue elegido como consejero del Colegio de Arquitectos de Chile, mientras que en 1951 comenzó a trabajar como docente en la Universidad Católica de Chile, donde posteriormente asumió como director del Instituto de Urbanismo, Vivienda y Planeación de esa casa de estudios.[cita requerida]
En 1952 obtuvo una beca otorgada por el gobierno francés para realizar estudios de Urbanismo en el Institut d'Urbanisme de La Sorbona, lo que le permitió trabajar con Le Corbusier en proyectos arquitectónicos para las ciudades indias de Ahmedabad y Chandigarh. Duhart también aprovechó de realizar estudios en el Centre Technique du Bâtiment, también en París.
Entre 1957 y 1958, el rector recién asumido de la Universidad de Concepción, David Stitchkin, solicitó a Duhart la actualización del plano regulador para la Ciudad Universitaria penquista. En este contexto, el arquitecto diseñó el Foro de la casa de estudios, siendo presentado al Directorio y aceptado por éste. El foro constituye en la actualidad el núcleo urbano de la Universidad, siendo un espacio elevado que sostiene en el centro al Campanil, mientras que hacia el norte muestra las edificaciones más antiguas de la institución, y hacia el sur lo que en esos años correspondería a la segunda etapa de ampliación del campus.

### Establecimiento en Francia
En 1969 decide radicarse en París, haciendo clases de arquitectura en la École des Beaux-Arts en el Gran Palacio de París.
En 1977 recibió el Premio Nacional de Arquitectura de Chile, y en 1982 se le ordenó con la Orden Nacional del Mérito francesa.
Con su hijo Emilio, también arquitecto, formó una sociedad en la capital francesa. Desde allá, Duhart ejerció cargos más indirectos, tales como el de arquitecto consejero del edificio del Ministerio de Finanzas.
Luego de la construcción del Aeropuerto Internacional Arturo Merino Benítez en Santiago, proyectado por Duhart a distancia, en 1992, el arquitecto comenzó a retirarse del oficio, instalándose definitivamente en Ustaritz en una casa proyectada por él mismo. Emilio Duhart falleció en dicha ciudad en 2006, a los 88 años de edad.

## Estilo
El estilo modernista de Emilio Duhart estuvo marcadamente influenciado por la obra de Le Corbusier y Walter Gropius, con quienes tuvo la oportunidad de trabajar directamente en varios proyectos durante su época de estudiante en Francia y Estados Unidos, respectivamente. Sus obras se inspiran a su vez en el paisaje y la geografía de Chile, y se caracterizan por la utilización de tecnologías y materiales propios de la cultura de su país, dialogando con la historia de la arquitectura.
El modernismo aplicado por Duhart en sus obras tiene también un sello propio, basado en el uso de elementos tradicionales de inspiración colonial y en el uso del espacio monumental. Para el edificio de la CEPAL, por ejemplo, una obra modernista de diseño asimétrico, utilizó también influencias de la arquitectura clásica y barroca.

## Obras

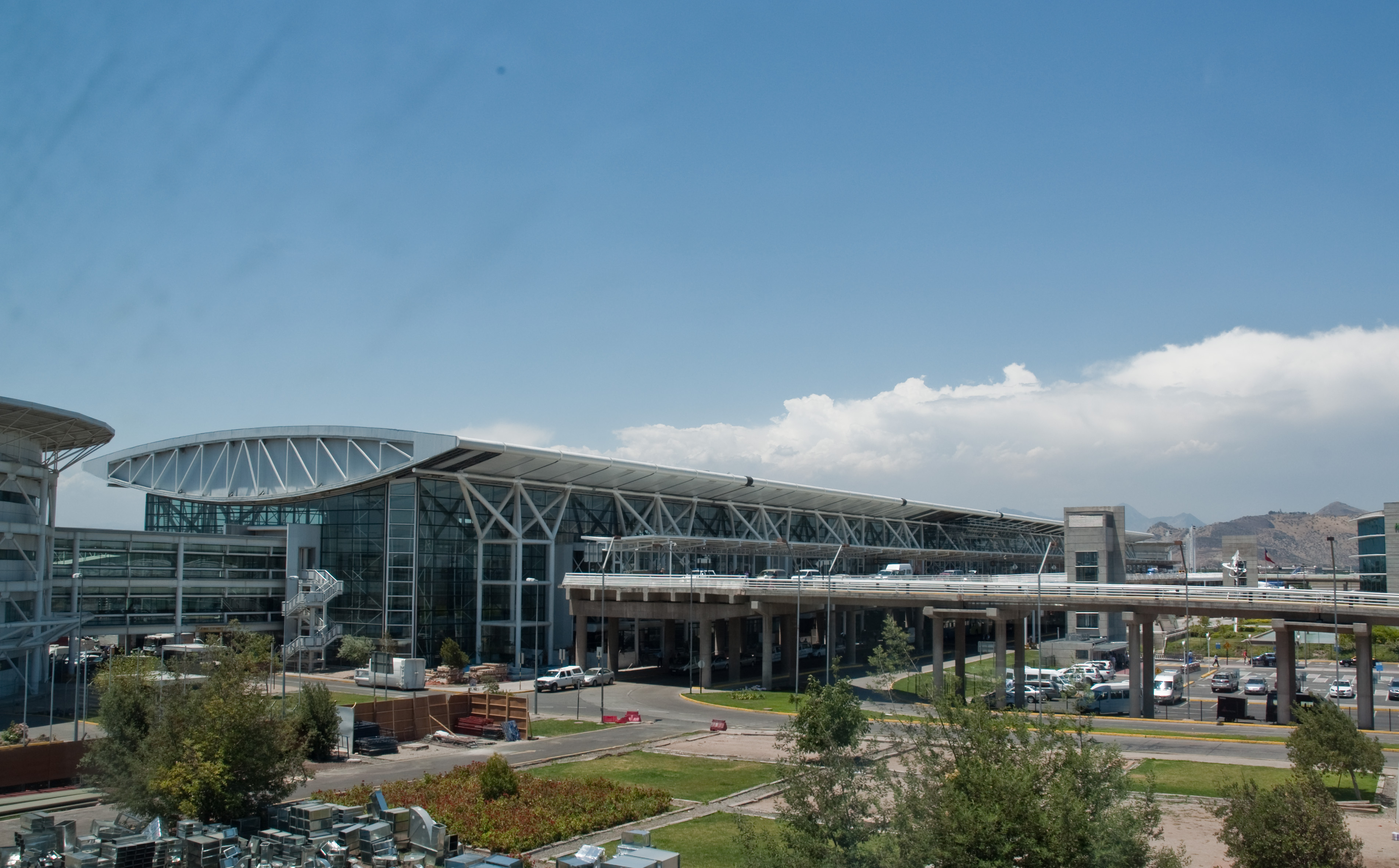
El Aeropuerto Internacional Arturo Merino Benítez, antiguamente llamado Aeropuerto Pudahuel, fue diseñado por Duhart cuando éste ya había fijado su residencia en París.

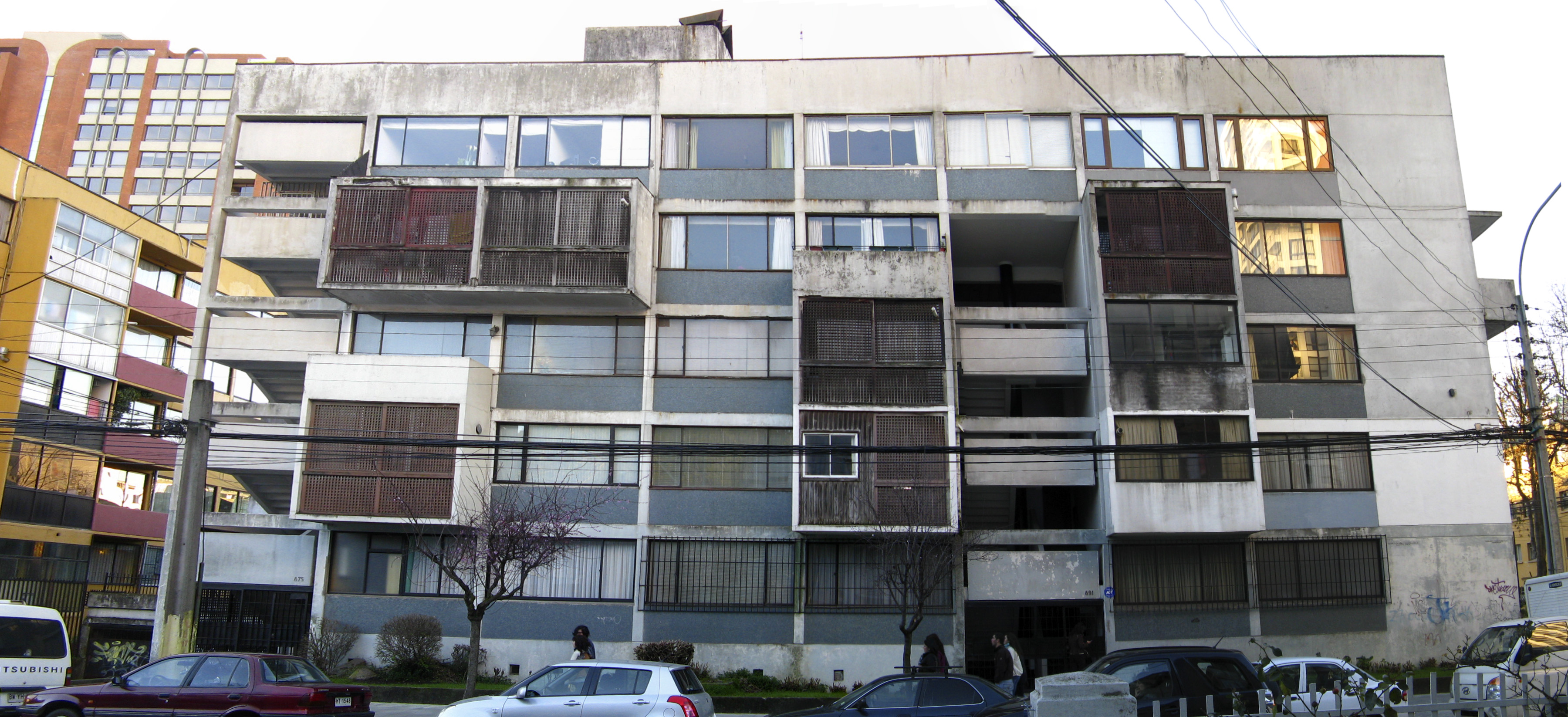
El Edificio Arauco, ubicado en Concepción, refleja la arquitectura moderna de la ciudad en la década de 1960, cuyo plano regulador también fue diseñado por Duhart.

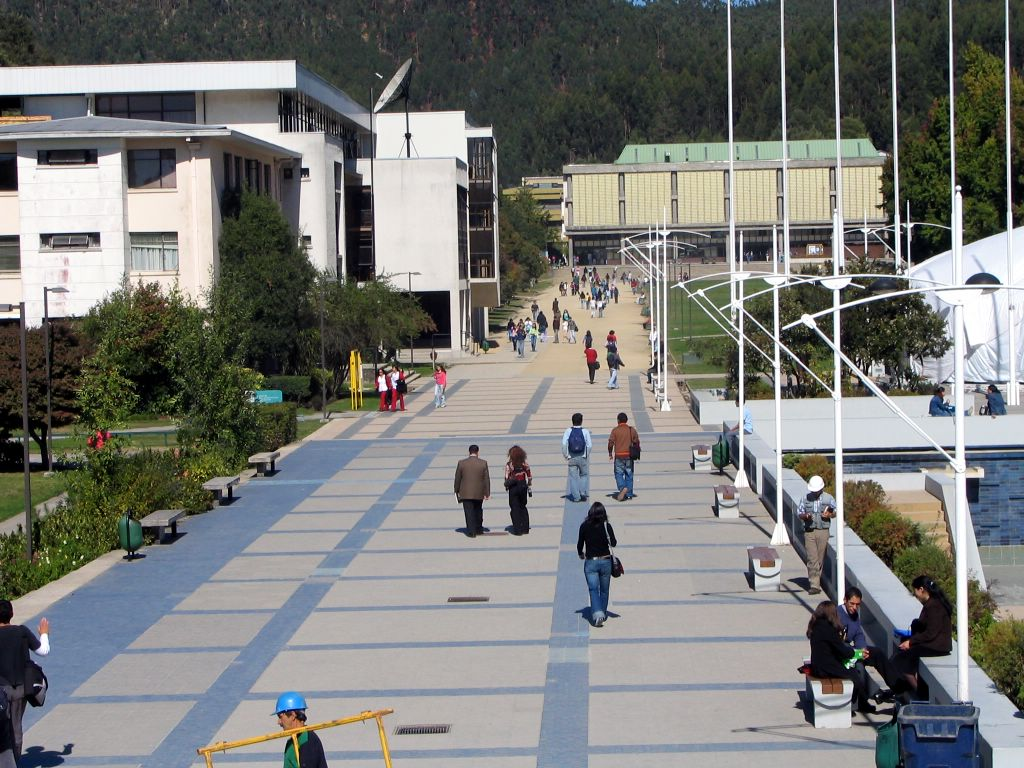
El Foro del campus central de la Universidad de Concepción corresponde al plano regulador ideado por Emilio Duhart entre 1957 y 1958 para dicha casa de estudios.

La obra más conocida de Duhart es el edificio de la CEPAL, sede chilena de la Organización de las Naciones Unidas (ONU) ubicado en la comuna de Vitacura, en Santiago. La obra fue construida entre 1960 y 1966, siendo realizada en conjunto con los arquitectos chilenos Christian De Groote y Roberto Goycoolea, luego de haber ganado el concurso para diseñarla en 1960. En su trabajo como urbanista, por otra parte, sus obras más destacadas son el plano regulador de la ciudad de Concepción, en conjunto con la ampliación urbanística de la Ciudad Universitaria de Concepción, el campus central de la Universidad de Concepción.
En 1980, estuvo a cargo de la restauración de la Torre Eiffel, llevada a cabo por motivo del cumplimiento de su centenario. También en Francia diseñó el Instituto Francés de Gestión. Luego de establecerse en París, continuó realizando en Chile trabajos a distancia, como es el caso del Aeropuerto Internacional Arturo Merino Benítez, realizado en 1992 y ubicado en la comuna de Pudahuel de la capital chilena. Este aeropuerto fue una de sus obras más importantes de esta época.
Entre las obras de mérito que realizó en Chile se encuentran las siguientes:
| Obra                                                       | Ubicación  |
| ---------------------------------------------------------- | ---------- |
| Hotel La Frontera                                          | Temuco     |
| Hilanderias Saval                                          | Santiago   |
| Iglesia y Colegio del Verbo Divino                         | Santiago   |
| Seminario Pontificio                                       | Santiago   |
| Edificio Caja Bancaria de Pensiones                        | Santiago   |
| Colegio Compañía de María                                  | Santiago   |
| Edificio Arturo Prat                                       | Santiago   |
| Colegio Alianza Francesa                                   | Santiago   |
| Colegio Suizo                                              | Santiago   |
| Edificio Plaza de Armas                                    | Santiago   |
| Iglesia Seminario Pontificio                               | Santiago   |
| Ampliación urbana de la Ciudad Universitaria de Concepción | Concepción |
| Instituto de Química de la Universidad de Concepción       | Concepción |
| Colegio Inmaculada Concepción                              | Concepción |
| Edificio de la CEPAL                                       | Santiago   |
| Hostería Castro                                            | Castro     |
| Hostería Ancud                                             | Ancud      |
| Lycee Charles de Gaulle                                    | Concepción |
| Urbanización Jardín del Este                               | Santiago   |
| Club House Sport Francais                                  | Santiago   |
| Edificio IBM                                               | Santiago   |
| Centro urbano y Parque Antigua Aduana                      | Arica      |
| Aeropuerto Internacional Arturo Merino Benítez             | Santiago   |
| Edificio Arauco                                            | Concepción |
| Complejo industrial Carozzi                                | Santiago   |

## Premios
Emilio Duhart obtuvo numerosos premios en vida, que comenzó a recibir desde la época de su posgrado en Estados Unidos, extendiéndose a algunos otorgados por países europeos y sudamericanos. Dichos premios son los siguientes:
- 1943 - Segundo Premio en el Concurso USA Post War Housing, Estados Unidos.
- 1945 - Diploma Prinz Eugen, Congreso de Arquitectura de Estocolmo, Suecia.
- 1962 - Nombrado Miembro Honorario del College of Fellows del AIA, American Institute of Architects, Dallas, Estados Unidos.
- 1963 - Nombrado Officier de l’Odre des Arts et des Lettres, Ministerio Francés de Asuntos Culturales.
- 1964 - Nombrado miembro de la Odre des Achitectes. París, Francia
- 1970 - Nombrado Miembro Honorario del Instituto de Arquitectos de Brasil.
- 1977 - Premio Nacional de Arquitectura de Chile
- 1982 - Orden Nacional del Mérito francesa
- 2008 - Premio Obra 2008 otorgado por la Comisión Bicentenario Chile 2010 por su participación en el proyecto del Eje Cívico del Campus de la Universidad de Concepción, Chile.

## Exposiciones
Las exposiciones de Duhart fueron las siguientes:
- 1945 - «Congreso de Arquitectura de Estocolmo», Suecia.
- 1957 - «Problemas del Gran Santiago y Bases para la Planificación de Santiago», Foro del Gran Santiago, Universidad de Chile, Santiago.
- 1961 - «Exposición de Arte Chileno», Museo de Arte Moderno de Río de Janeiro, Brasil.